# Poecilium hauseri
Poecilium hauseri är en skalbaggsart som först beskrevs av Maurice Pic 1907.  Poecilium hauseri ingår i släktet Poecilium och familjen långhorningar.
Artens utbredningsområde är Kazakstan. Inga underarter finns listade i Catalogue of Life.